# Al-Fakhurah
Al-Fakhurah (tiếng Ả Rập: الفاخورة) là một ngôi làng Syria ở quận Qardaha thuộc tỉnh Latakia. Theo Cục Thống kê Trung ương Syria (CBS), Al-Fakhurah có dân số 389 người trong cuộc điều tra dân số năm 2004.